# Liste der Großsteingräber in Belgien
Die Liste der Großsteingräber in Belgien umfasst alle bekannten Großsteingräber auf dem Staatsgebiet Belgiens. Erhalten sind noch vier Gräber in den Provinzen Luxemburg und Namur. Hinzu kommen fünf zerstörte Anlagen, über die gesicherte Erkenntnisse vorliegen und mindestens eine Anlage, deren Einordnung als Großsteingrab unsicher ist.

## Liste der Gräber
- Grab: Nennt die Bezeichnung des Grabes sowie gebräuchliche Alternativbezeichnungen
- Ort: Nennt die Gemeinde und ggf. den Ortsteil, in dem sich das Grab befindet
- Provinz: Nennt die Provinz, der die Gemeinde angehört
- Typ: Unterscheidung verschiedener Grabtypen
  - Dolmen: in Belgien eine einfache Grabkammer, meist aus zwei oder drei Wandsteinen und einem Deckstein; im Französischen wird das Wort Dolmen zugleich als Oberbegriff für megalithische Grabanlagen aller Art verwendet
  - Galeriegrab (französisch Allée couverte): meist in den Boden eingetiefte rechteckige Grabkammer mit Zugang über einen Vorraum an einer Schmalseite

### Erhaltene Gräber
| Grab | Ort                   | Provinz   | Typ         | Anmerkungen                                                                                            | Bild                  |
| --- | --------------------- | --------- | ----------- | --- | --------------------- |
| Großsteingrab Laviô (Dolmen de Laviô)                                                                   | Rochefort, OT Laviô   | Luxemburg | unbekannt   | 1952 beim Hausbau entdeckt, erhalten aber oberirdisch nicht sichtbar, nur der Ostteil wurde untersucht |                       |
| Galeriegrab Lamsoul (Allée couverte de Lamsoul)                                                         | Rochefort, OT Jemelle | Namur     | Galeriegrab | um 1970 entdeckt, 1976/77 unfachmännisch ausgegraben, Nachgrabung 1995/96                              |                       |
| Galeriegrab Wéris I (Dolmen/Allée couverte de Wéris I, Dolmen du Nord)                                  | Durbuy, OT Wéris      | Luxemburg | Galeriegrab | ebenerdig errichtet und ursprünglich überhügelt                                                        | Großsteingrab Wéris I |
| Galeriegrab Wéris II (Dolmen/Allée couverte de Wéris II, Dolmen/Allée couverte d’Opagne, Dolmen du Sud) | Durbuy, OT Opagne     | Luxemburg | Galeriegrab | | Großsteingrab Wéris I |

### Zerstörte Gräber
| Grab                                    | Ort                             | Provinz   | Typ                           | Anmerkungen                                | Bild |
| --------------------------------------- | ------------------------------- | --------- | ----------------------------- | ------------------------------------------ | ---- |
| Dolmen von Bonnert                      | Arlon, OT Bonnert               | Luxemburg | Dolmen                        | zerstört im 19. Jahrhundert                |      |
| Dolmen von Bouffioulx                   | Châtelet, OT Bouffioulx         | Hennegau  | Dolmen                        | zerstört in der Mitte des 19. Jahrhunderts |      |
| Dolmen von Hargimont                    | Marche-en-Famenne, OT Hargimont | Luxemburg | Dolmen                        | zerstört im 19. Jahrhundert                |      |
| Galeriegrab Hargimont                   | Marche-en-Famenne, OT Hargimont | Luxemburg | Galeriegrab                   | zerstört im 19. Jahrhundert                |      |
| Großsteingrab Jambes (Dolmen de Jambes) | Rochefort, OT Jemelle           | Namur     | unbekannt (vermutlich Dolmen) | zerstört um 1820                           |      |

### Fragliche Großsteingräber
| Grab                    | Ort               | Provinz   | Typ | Anmerkungen                            | Bild |
| ----------------------- | ----------------- | --------- | --- | -------------------------------------- | ---- |
| Pseudodolmen von Gomery | Virton, OT Gomery | Luxemburg |     | wohl eher natürliche Gesteinsformation |      |